# Гримайлівський повіт
Гримайлівський повіт — адміністративна одиниця Тернопільського округу коронного краю Королівство Галичини та Володимирії у складі Австрійської імперії.
Повіт утворено в середині 1850-х років та існував до адміністративної реформи 1867 року.
Кількість будинків — 5094 (1866)
Староста (нім. Bezirk Vorsteher): Якоб Фінкель (Jacob Finkel)
Громади (гміни): Білинівка, Малі Бірки, Буцики, Дубківці, Елеонорівка, Гримайлів (містечко), Глібів, Калагарівка, Кокошинці, Козина, Красне, Кренцилів, Лежанівка, Мала Лука, Мазярівка, Новосілка, Вікно, Остап'є, Піївка, Підлісся, Пізнанка Гетьманська, Гнила Пізнанка, Раштівці, Сорока, Сороцьке, Садзавки, Ставки, Товсте (містечко), Торівка, Волиця, Вихвалинці, Зарубинці, Зелена.
1867 року після адміністративної реформи повіт увійшов до складу Скалатського повіту.